# Diskussionsbrücke

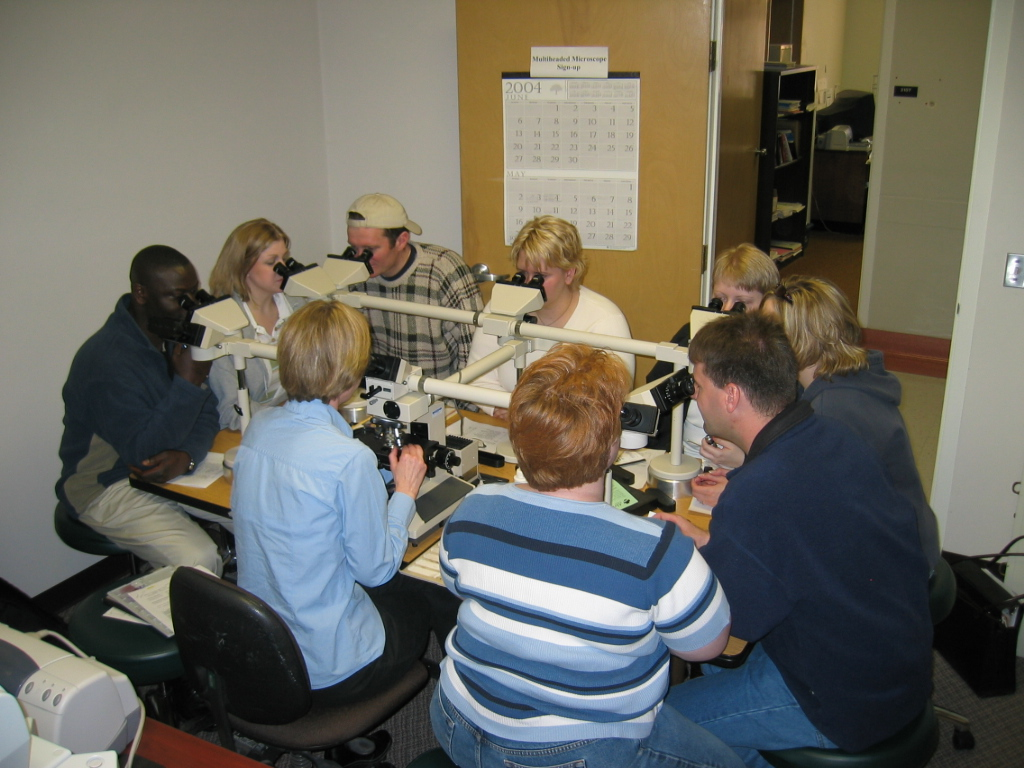
Pathologen an der University of North Dakota begutachten gemeinsam ein Präparat, 2004

Eine Diskussionsbrücke ist ein Zubehör für Lichtmikroskope, das bis zu zehn Personen ermöglicht, gleichzeitig Präparate oder andere Objekte unter dem Mikroskop zu betrachten.

## Anwendung
Das schon in den 1950er Jahren entwickelte Gerät fand Einzug unter anderem im kriminaltechnischen Dienst der Polizei. Auf diese Weise können mehrere Kriminaltechniker einzelne Objekte wie etwa Stofffasern gleichzeitig analysieren, ohne Präparat, Träger oder Mikroskop wechseln zu müssen. Auch Pathologen verwenden gerne Diskussionsbrücken, um Präparate zusammen mit anderen Ärzten beurteilen zu können. Ein weiteres Anwendungsgebiet ist die Lehre – besonders in den Bereichen Biologie und Medizin.

## Technischer Aufbau
Das Gerät besteht aus Spiegeln und Prismen und ist in den Strahlengang eines Mikroskops eingebaut. Der Strahlengang wird dabei aufgeteilt und an weitere Tuben geleitet. Meist ist auch ein Zeiger eingebaut, der im Sehfeld aller Beobachter sichtbar ist. Die Person am Mikroskop kann diesen steuern und somit die Mitbeobachter auf einen bestimmten Bereich am Objekt hinweisen. Durch die zusätzlichen optischen Elemente muss man eine geringere Lichtausbeute für die Beobachter in Kauf nehmen.

## Entwicklung
Mit der Entwicklung und Verbesserung der digitalen Bildaufnahmetechnik, insbesondere der Wiedergabe von Mikroskop-Bildern über Kameras, wurde die Diskussionsbrücke weitgehend ersetzt, da sich nun das Bild etwa auf einem Monitor darstellen lässt. Nur Pathologen bevorzugen weiterhin die Diskussionsbrücke, weil die Farbtreue, die für die Arbeit der Pathologen notwendig ist, bei digitalen Medien oft nicht ausreicht.